# Renault TRM 700-100
Le Renault TRM 700-100 (Toutes Roues Motrices, 700 ch, 100 t de PTRA) est un tracteur militaire français en service depuis le milieu des années 1990. Il permet par exemple le transport logistique (VTL) d'un char lourd, de véhicules ou d'équipements de construction sur une semi-remorque de six essieux. Cet engin porte-char (EPC) offre une charge utile de 60 t.

## Historique
En 1993, l'armée française passe commande à Renault Trucks Defense de 179 exemplaires. Au 31 décembre 2013, 119 exemplaires sont en service au sein de l'armée de terre.
Il a été développé à partir du TRM 10000. Il en diffère notamment par un châssis et une transmission renforcés, un moteur plus puissant, une cabine plus spacieuse de cinq places et des roues arrière jumelées. Le moteur est issu d'un modèle Mack.

## Caractéristiques
Le TRM 700/100 possède trois essieux moteurs (6 × 6) à entraînement permanent.
Le moteur possède un carter sec ; il est capable de démarrer par grand froid et passe avec succès une certification OTAN 400 heures.
La vitesse maximale est 75 km/h sur route plate. L'attelage complet mesure environ 21 m de longueur et compte neuf essieux dont les trois derniers sont directeurs.
Le poids à vide (PV) avec le plateau porte-blindés spécifique (fabriqué par Lohr) vaut 37 t et le poids total roulant autorisé (PTRA) 98 t.
La capacité en carburant de 1 000 L permet une autonomie de 800 km.
Cet EPC peut être équipé en option d'un bi-treuil de halage.

## Exemples d'utilisation
Le TRM 700-100 a été conçu pour transporter le char Leclerc. La conduite se fait en « convoi exceptionnel ».

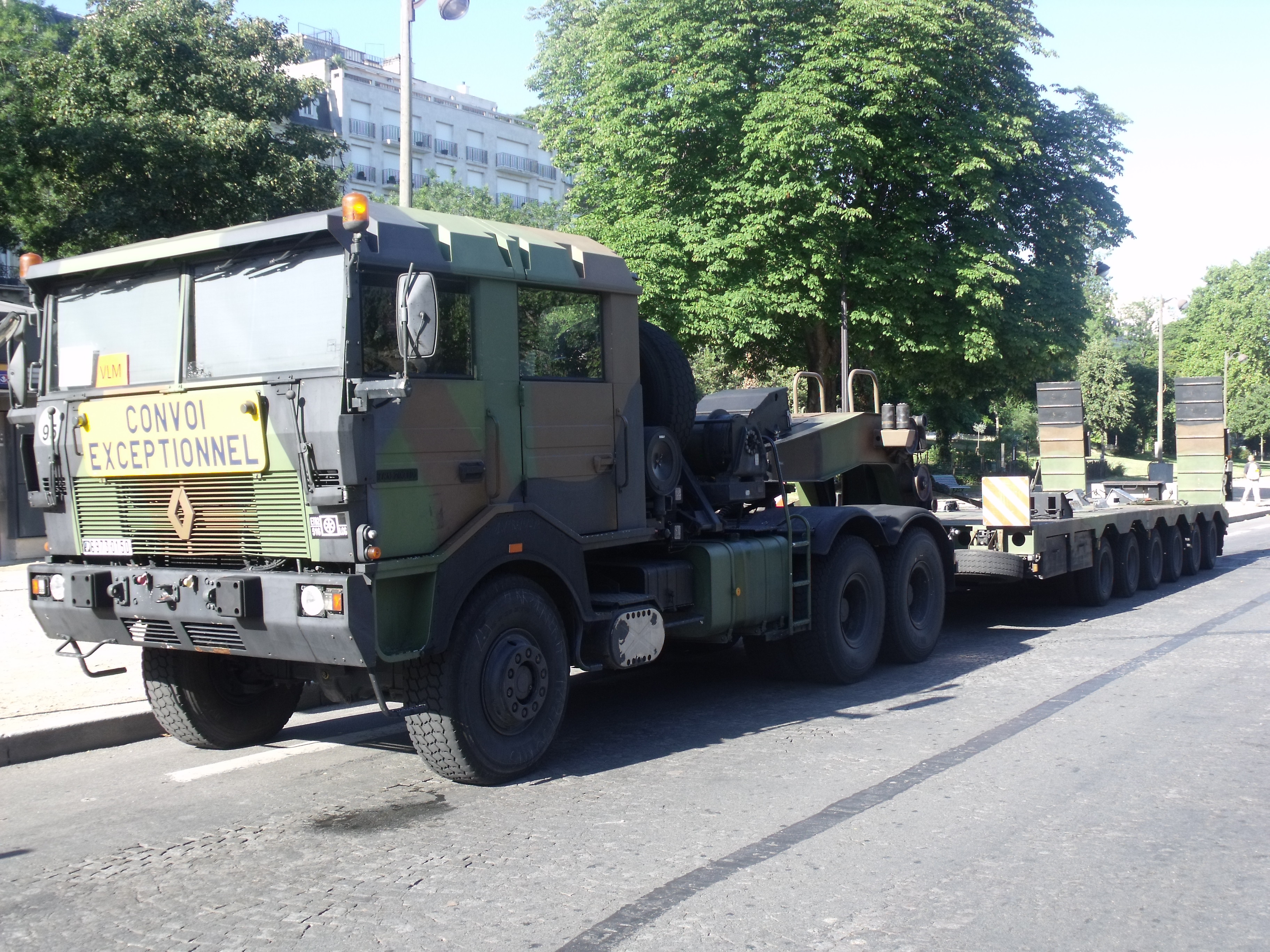
Ensemble porte-blindés en 2017.
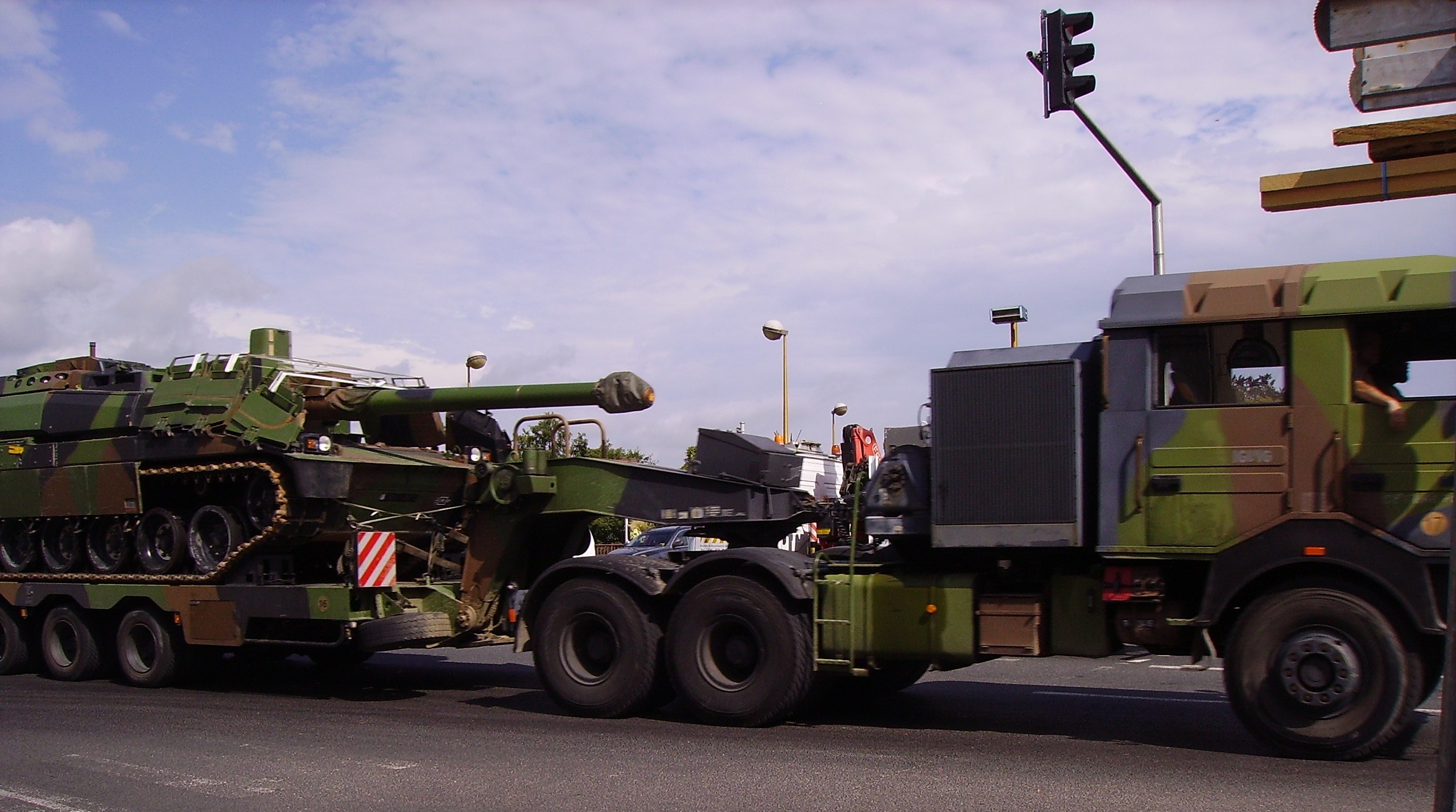
Tracteur équipé du bi-treuil[8].
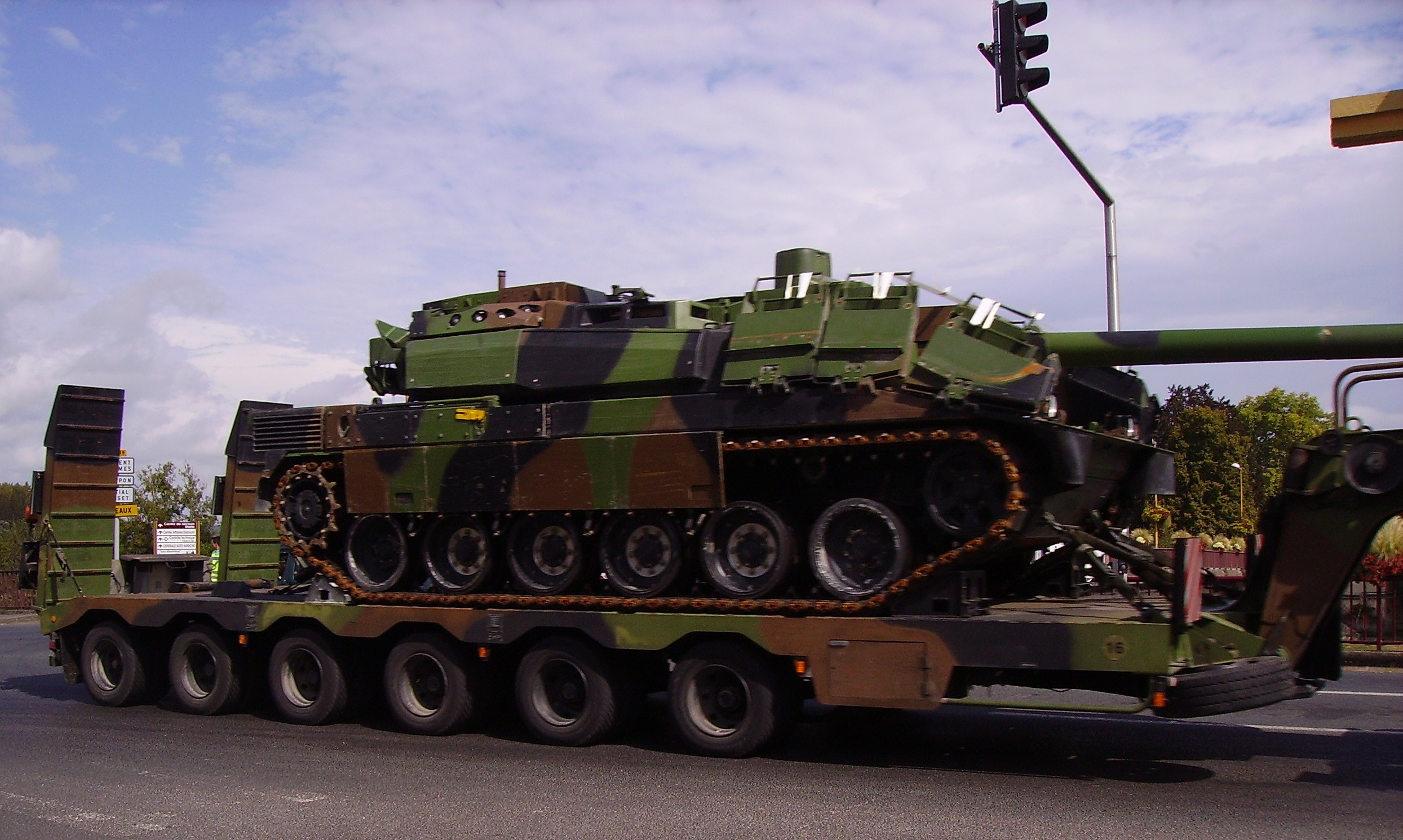
Plateau remorque avec un char Leclerc.
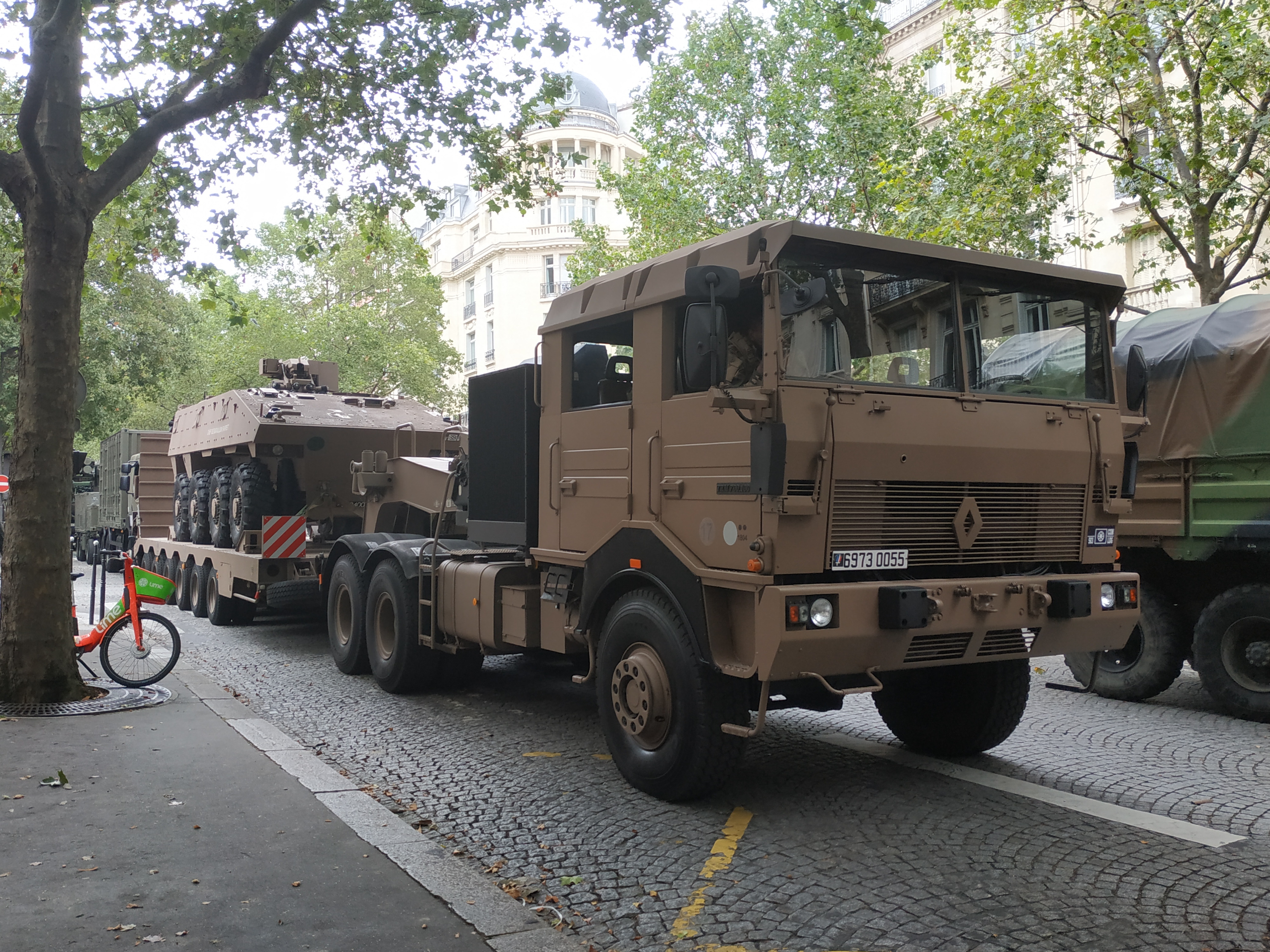
TRM 700-100 au défilé du 14 juillet 2021, repeint aux nouvelles couleurs de l’armée française appliquées à partir de 2020.

Cet engin peut aussi transporter le canon automoteur AMX AuF1 et la quasi-totalité des autres véhicules de l’armée française.